# Gandfluga
Gandfluga (norwegisch) ist ein 2362 m hoher Nunatak im ostantarktischen Königin-Maud-Land. Im westlichen Teil des Gebirges Sør Rondane ragt er westlich des Tussebreen im nördlichen Abschnitt des Gandrimen auf.
Wissenschaftler des Norwegischen Polarinstituts benannten ihn 1973 nach der Bezeichnung Gand für Zaubersprüche der Samen.